# 애플 카드
애플 카드(영어: Apple Card)는 애플이 만들고 골드만 삭스가 발행하는 신용 카드로, 주로 아이폰, 아이패드, 애플 워치 또는 맥과 같은 애플 기기에서 애플 페이와 함께 사용하도록 설계되었다. 현재, 그것은 2022년 초에 670만 명의 미국 카드 소지자가 있는 미국에서만 사용할 수 있다.